# Національна рада з питань антикорупційної політики
Національна рада з питань антикорупційної політики — консультативно-дорадчий орган при Президентові України з питань визначення, актуалізації та вдосконалення антикорупційної стратегії.
Фактично не працює з 2020 року. Петиція щодо відновлення діяльності у 2024 не набрала необхідної кількості голосів.

## Історія створення
Створена 14 жовтня 2014 року, замість ліквідованого Національний антикорупційний комітет України .

## Положення про Національну раду з питань антикорупційної політики
Указом Президента України від 14 жовтня 2014 року № 808/2014 затверджено Положення про Національну раду з питань антикорупційної політики ( Національна рада ). 

### Склад
27 Квітня 2015 року на сайті Президента було розміщено оголошення про формування складу Національної ради з питань антикорупційної політики. До складу ради повинні були війти деякі заступники глави АП, голова комітету Верховної Ради з питань боротьби з організованою злочинністю і корупцією (за згодою), дві людини за пропозицією Кабміну, по людині від Ради суддів, Генпрокурора та Рахункової палати (всі — за згодою), шість представників громадських організацій, один представник від всеукраїнських асоціацій місцевого самоврядування (за згодою), два представника від всеукраїнських об'єднань підприємців (бізнес-асоціацій).
29 вересня 2015 року затверджено такий склад Національна рада з питань антикорупційної політики:
- Мустафа Джемілєв - Уповноважений Президента України у справах кримськотатарського народу, голова Національної ради
- Таранов Андрій Іванович - Заступник Глави Адміністрації Президента України, виконавчий секретар Національної ради
- АНДРІЄНКО Ярослав Петрович - радник Голови Рахункової палати (за згодою)
- Буроменський Михайло Всеволодович - завідувач кафедри міжнародного права Національного юридичного університету імені Ярослава Мудрого, президент Харківської міської громадської організації "Інститут прикладних гуманітарних досліджень", член-кореспондент Національної академії правових наук України (за згодою)
- ГУНДЕР Андрій - президент Американської торговельної палати в Україні (за згодою)
- Данилюк Олександр Олександрович - глава делегації України для участі в роботі Групи держав Ради Європи проти корупції (GRECO)
- Дерев'янко Ганна Олександрівна - виконавчий директор Європейської Бізнес Асоціації (за згодою)
- Марусов Андрій Юрійович - голова правління громадської організації "Трансперенсі Інтернешнл Україна" (за згодою)
- Мелешевич Андрій Анатолійович - президент Національного університету "Києво-Могилянська академія" (за згодою)
- Нефьодов Максим Євгенович - заступник Міністра економічного розвитку і торгівлі України
- ПІТЦИК Мирослав Васильович - виконавчий директор Всеукраїнської асоціації органів місцевого самоврядування "Асоціація міст України" (за згодою)
- Рябошапка Руслан Георгійович - незалежний експерт з питань протидії корупції, старший радник антикорупційних проектів для України Програми розвитку ООН та Організації економічної співпраці та розвитку (за згодою)
- САМБОЖУК Нікіта Миколайович - уповноважений представник з питань антикорупційної діяльності міжнародної громадської організації "Міжнародний комітет захисту прав людини" (за згодою)
- Бернацька Наталія Іларіонівна - перший заступник Міністра юстиції України
- СІМОНЕНКО Валентина Миколаївна - голова Ради суддів України, суддя Верховного Суду України (за згодою)
- Соболєв Єгор Вікторович - голова Комітету Верховної Ради України з питань запобігання і протидії корупції (за згодою)
- Столярчук Юрій Васильович - заступник Генерального прокурора України (за згодою)
- Ткаліч Тарас Анатолійович - голова громадської організації "Всеукраїнська спілка ветеранів АТО" (за згодою)
- Філатов Олексій Валерійович - Заступник Глави Адміністрації Президента України
- Хавронюк Микола Іванович - директор з наукового розвитку Центру політико-правових реформ (за згодою)
- Альгірдас Шемета - бізнес-омбудсмен (за згодою)

4 листопада 2016 року Президент України Порошенко Петро Олексійович:
1) увів до складу Національної ради з питань антикорупційної політики: 
Кондратюк Валерій Віталійович - Заступника Глави Адміністрації Президента України, виконавчого секретаря Національної ради;
Зісельс Йосиф Самуїлович - виконавчого віце-президента Конгресу національних громад України (за згодою);
2) затвердив у її складі:
Буроменський Михайло Всеволодович - главу делегації України для участі в роботі Групи держав Ради Європи проти корупції (GRECO);
3) вивів зі складу О. Данилюка та Р. Рябошапку;
4) припинив членство у складі Національної ради А. Таранова.
1 червня 2020 року Президент України вніс зміни у положення про Національну раду з питань антикорупційної політики 
та затвердив її персональний склад . Очільника Центру протидії корупції Віталія Шабуніна було виключено. Змінами до указу Петра Порошенка від 2014 року Зеленський визначив, що головою Національної ради є він сам, його заступником керівник Офісу президента Андрій Єрмак. В оновленому складі нацради немає голови Вищого антикорупційного суду Олени Танасевич.
- Рябошапка Руслан Георгійович — Заступник Керівника Офісу Президента України, голова Національної ради
- Баканов Іван Геннадійович — перший заступник Голови Служби безпеки України — начальник Головного управління по боротьбі з корупцією та організованою злочинністю Центрального управління Служби безпеки України[12]
- Боровик Андрій Петрович — виконавчий директор громадської організації «Трансперенсі Інтернешнл Україна» (за згодою)
- Буроменський Михайло Всеволодович — глава делегації України для участі в роботі Групи держав Ради Європи проти корупції (GRECO) (за згодою)
- Верланов Сергій Олексійович — Голова Державної податкової служби України[13]
- Гончарук Олексій Валерійович — Заступник Керівника Офісу Президента України
- Гундер Андрій — президент Американської торговельної палати в Україні (за згодою)
- Данилюк Олександр Олександрович — Секретар Ради національної безпеки і оборони України[13]
- Денисенко Лариса Володимирівна — очільниця громадської організації «Трансперенсі Інтернешнл Україна» у 1997—1999 роках, голова наглядової ради громадської спілки «Мережа правового розвитку» (за згодою)
- Дерев'янко Ганна Олександрівна — виконавчий директор Європейської Бізнес Асоціації (за згодою)
- Касько Віталій Вікторович — адвокат, заступник Генерального прокурора України у 2014—2016 роках (за згодою)
- Козленко Володимир Григорович — голова громадської організації "Всеукраїнська громадянська платформа «Нова країна», член Спілки аудиторів України (за згодою)
- Котляр Дмитро Миколайович — незалежний експерт (за згодою)
- Красносільська Анастасія Олегівна — член делегації України для участі в роботі Групи держав Ради Європи проти корупції (GRECO) (за згодою)
- Купранець Ігор Михайлович — заступник Голови Національної поліції України — начальник Департаменту захисту економіки
- Лавренюк Юрій Федорович — заступник Міністра інфраструктури України
- Нефьодов Максим Євгенович — Голова Державної митної служби України[12]
- Паламарчук Тетяна Валеріївна — виконавчий директор громадської спілки «Спілка українських підприємців» (за згодою)
- Петрішак Ігор Васильович — радник Голови Рахункової палати (за згодою)
- Ситник Артем Сергійович — Директор Національного антикорупційного бюро України
- Слобожан Олександр Володимирович — виконавчий директор Всеукраїнської асоціації органів місцевого самоврядування «Асоціація міст України» (за згодою)
- Танасевич Олена Віталіївна — Голова Вищого антикорупційного суду (за згодою)
- Ткачук Ілля — партнер міжнародної юридичної фірми INTEGRITES (за згодою)
- Труба Роман Михайлович — Директор Державного бюро розслідувань
- Хавронюк Микола Іванович — директор з наукового розвитку Центру політико-правових реформ (за згодою)
- Холодницький Назар Іванович — заступник Генерального прокурора — керівник Спеціалізованої антикорупційної прокуратури (за згодою)
- Чумак Віктор Васильович — заступник голови Комітету Верховної Ради України з питань запобігання і протидії корупції (за згодою)
- Шабунін Віталій Вікторович — голова громадської організації «Центр протидії корупції» (за згодою)
- Шемета Альгірдас — бізнес-омбудсмен (за згодою)
- Янченко Галина Ігорівна — голова правління громадської організації «Антикорупційний штаб» (за згодою).

Станом на 06 січня 2025 року Національна рада з питань антикорупційної політики має такий склад: 
- Зеленський Володимир Олександрович - Президент України, Голова Національної ради
- Єрмак Андрій Борисович - Керівник Офісу Президента України, заступник Голови Національної ради
- Аваков Арсен Борисович - Міністр внутрішніх справ України
- Баканов Іван Геннадійович - Голова Служби безпеки України
- БОРОВИК Андрій Петрович - виконавчий директор громадської організації «Трансперенсі Інтернешнл Україна» (за згодою)
- Венедіктова Ірина Валентинівна - Генеральний прокурор (за згодою)
- Грищук Максим Олександрович - перший заступник керівника Спеціалізованої антикорупційної прокуратури (за згодою)
- Гундер Андрій - президент Американської торговельної палати в Україні (за згодою)
- Данілов Олексій Мячеславович - Секретар Ради національної безпеки і оборони України
- Дерев'янко Ганна Олександрівна - виконавчий директор Європейської Бізнес Асоціації (за згодою)
- Іонушас Сергій Костянтинович - заступник голови Комітету Верховної Ради України з питань правоохоронної діяльності (за згодою)
- Костін Андрій Євгенович - голова Комітету Верховної Ради України з питань правової політики (за згодою)
- Любченко Олексій Миколайович - Голова Державної податкової служби України
- Марченко Сергій Михайлович - Міністр фінансів України
- Машовець Роман Васильович - Заступник Керівника Офісу Президента України
- Монастирський Денис Анатолійович - голова Комітету Верховної Ради України з питань правоохоронної діяльності (за згодою)
- Новіков Олександр Федорович - Голова Національного агентства з питань запобігання корупції
- Пацкан Валерій Васильович - Голова Рахункової палати (за згодою)
- Радіна Анастасія Олегівна - голова Комітету Верховної Ради України з питань антикорупційної політики (за згодою)
- Разумков Дмитро Олександрович - Голова Верховної Ради України (за згодою)
- Марцін Свенцицький - бізнес-омбудсмен (за згодою)
- Ситник Артем Сергійович - Директор Національного антикорупційного бюро України
- Смирнов Андрій Олександрович - Заступник Керівника Офісу Президента України
- СОКОЛОВ Олександр Володимирович - заступник Директора Державного бюро розслідувань
- Солодченко Сергій Вікторович - перший заступник Голови Державної фіскальної служби України
- Стефанчук Руслан Олексійович - Перший заступник Голови Верховної Ради України (за згодою)
- Татаров Олег Юрійович - Заступник Керівника Офісу Президента України
- Уманський Ігор Іванович - радник Керівника Офісу Президента України (поза штатом)
- Хавронюк Микола Іванович - директор з наукового розвитку Центру політико-правових реформ (за згодою)
- Черкаський Ігор Борисович - Голова Державної служби фінансового моніторингу України
- Чернишов Олексій Михайлович - Міністр розвитку громад та територій України
- Янченко Галина Ігорівна - заступник голови Комітету Верховної Ради України з питань антикорупційної політики (за згодою)

### Діяльність
Основними завданнями Національної ради є:
- 1) підготовка та подання Президентові України пропозицій щодо визначення, актуалізації та вдосконалення антикорупційної стратегії;
- 2) здійснення системного аналізу стану запобігання і протидії корупції в Україні, ефективності реалізації антикорупційної стратегії, заходів, що вживаються для запобігання і протидії корупції;
- 3) підготовка та надання Президентові України узгоджених пропозицій щодо поліпшення координації та взаємодії між суб'єктами, які здійснюють заходи у сфері запобігання і протидії корупції;
- 4) оцінка стану та сприяння реалізації рекомендацій Групи держав проти корупції (GRECO), Організації економічної співпраці і розвитку (OECD), інших провідних міжнародних організацій щодо запобігання і протидії корупції, підвищення ефективності міжнародного співробітництва України у цій сфері;
- 5) сприяння науково-методичному забезпеченню з питань запобігання і протидії корупції.

Однак, Національна рада цих завдань не виконує, засідань не проводить, а її склад не оновлюється. З приводу чого подана петиція Президенту України 
Щодо відновлення діяльності Національної ради з антикорупційної політики https://petition.president.gov.ua/petition/237236 